# Ouahigouya

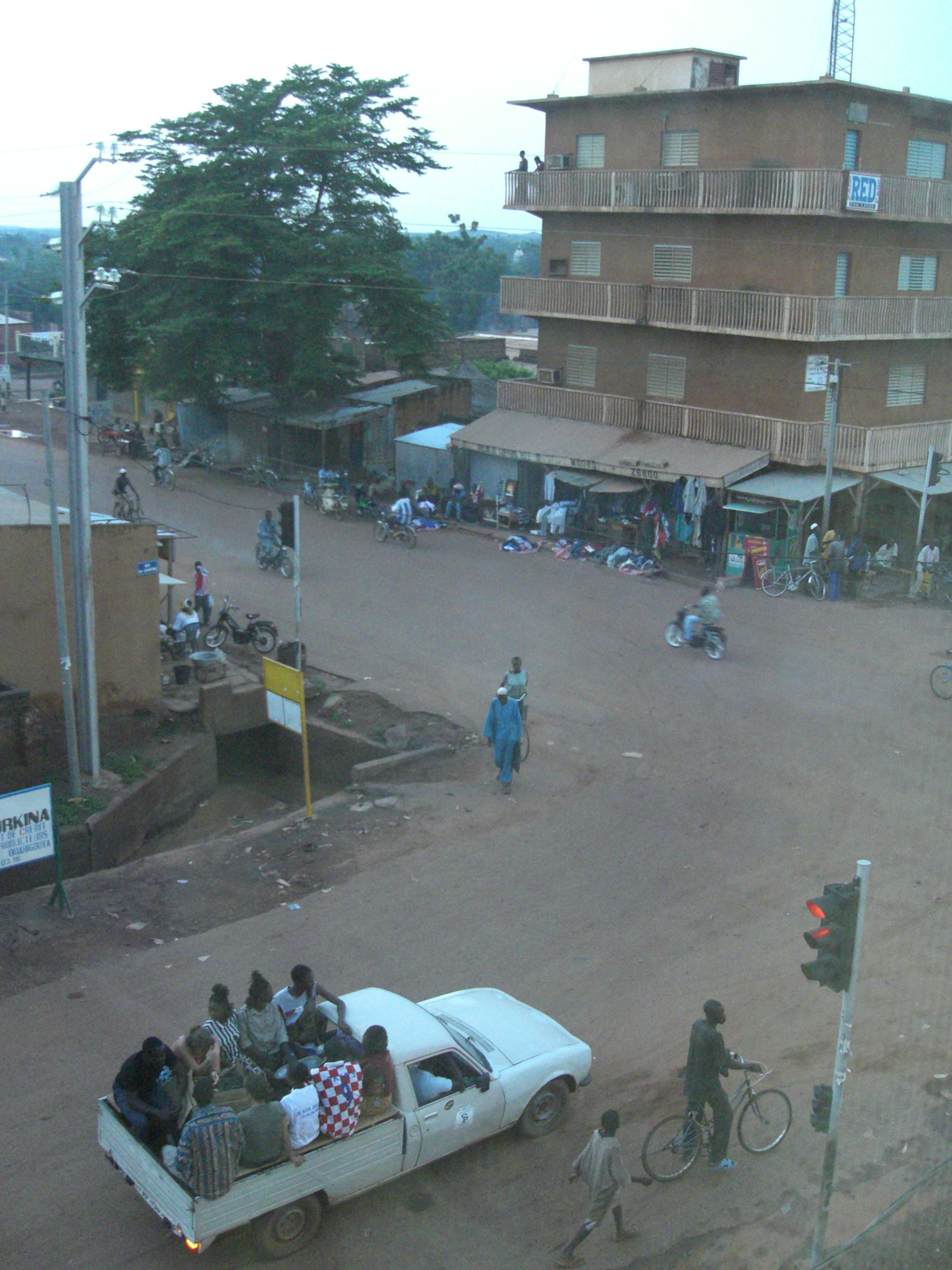
Ouahigouya

Ouahigouya é uma cidade burquinense, capital da província de Yatenga. Em 2012, sua população era estimada em 86 569 habitantes.